# Stefani Popowa
Stefani Popowa (bulgarisch Стефани Попова; * 12. Februar 1993 in Trojan) ist eine bulgarische Biathletin.

## Karriere
Stefani Popowa bestritt ihre ersten internationalen Rennen 2010 in Martell im IBU-Cup und beendete ihr erstes Einzel nicht und wurde im folgenden Sprint 72. In Bansko erreichte sie im weiteren Verlauf der Saison einen neunten Rang in einem Sprintrennen und damit ihre bislang beste Platzierung in der zweithöchsten Rennserie des internationalen Biathlonsports. Erste internationale Meisterschaften wurden die Juniorenweltmeisterschaften 2011 in Nové Město na Moravě, bei denen sie 59. des Einzels, 30. des Sprints, 44. der Verfolgung und mit Nija Dimitrowa und Dessislawa Stojanowa Sechste des Staffelrennens wurde. Es folgten die Juniorinnenrennen der Europameisterschaften 2011 in Ridnaun, wo sie 30. des Einzels, 36. des Sprints und 25. der Verfolgung wurde. Im weiteren Jahresverlauf nahm Popowa auch an den Juniorinnenrennen der Sommerbiathlon-Weltmeisterschaften 2011 in Nové Město na Moravě und kam auf den 26. Platz im Sprint und gewann mit Nija Dimitrowa, Iwan Slatew und Anton Sinapow die Bronzemedaille mit der Mixed-Staffel Bulgariens. 2012 startete Popowa zunächst bei den Juniorinnenrennen der Europameisterschaften 2012 in Osrblie und belegte dort die Ränge 33 im Einzel und 48 im Sprint. Im Verfolgungsrennen wurde sie überrundet. Nächstes Großereignis wurden für die Bulgarin die Juniorenweltmeisterschaften 2012 in Kontiolahti. Popowa erreichte im Einzel Rang 62, wurde 38. des Sprints, 22. der Verfolgung und 15. der Verfolgung. Zu Beginn der Saison 2012/13 startete sie erstmals in Östersund im Weltcup, wo sie 100. des Einzels wurde und im Sprint als 91. erstmals eine zweistellige Platzierung erreichte. In Antholz konnte sie im weiteren Saisonverlauf als 79. eines Sprints ihre bislang beste Platzierung im Weltcup erreichen. In Obertilliach startete sie 2013 zum dritten Mal bei einer Juniorenweltmeisterschaft und kam auf den 35. Platz im Einzel, wurde 57. des Sprints, 50. der Verfolgung und Nija Dimitrowa und Dessislawa Stojanowa Staffel-Sechste. Es folgten die Weltmeisterschaften 2013 in Nové Město na Moravě. Im Einzel wurde sie 91. und mit Emilija Jordanowa, Nija Dimitrowa und Dessislawa Stojanowa im Staffelrennen als Schlussläuferin der überrundeten bulgarischen Staffel 18.

## Statistiken

### Weltcupplatzierungen
Die Tabelle zeigt alle Platzierungen (je nach Austragungsjahr einschließlich Olympische Spiele und Weltmeisterschaften).
- 1.–3. Platz: Anzahl der Podiumsplatzierungen
- Top 10: Anzahl der Platzierungen unter den ersten zehn (einschließlich Podium)
- Punkteränge: Anzahl der Platzierungen innerhalb der Punkteränge (einschließlich Podium und Top 10)
- Starts: Anzahl gelaufener Rennen in der jeweiligen Disziplin
- Staffel: inklusive Mixed- und Single-Mixed-Staffeln

| Platzierung              | Einzel | Sprint | Verfolgung | Massenstart | Staffel | Gesamt |
| ------------------------ | ------ | ------ | ---------- | ----------- | ------- | ------ |
| 1. Platz                 |        |        |            |             |         |        |
| 2. Platz                 |        |        |            |             |         |        |
| 3. Platz                 |        |        |            |             |         |        |
| Top 10                   |        |        |            |             |         |        |
| Punkteränge              |        |        |            |             | 34      | 34     |
| Starts                   | 13     | 34     |            |             | 34      | 81     |
| Stand: 31. Dezember 2021 |        |        |            |             |         |        |

### Olympische Winterspiele
Ergebnisse bei Olympischen Winterspielen:
|                                             | Einzelwettbewerbe | Einzelwettbewerbe | Einzelwettbewerbe | Einzelwettbewerbe | Staffelwettbewerbe | Staffelwettbewerbe |
| Sprint                                      | Verfolgung        | Einzel            | Massenstart       | Damenstaffel      | Mixedstaffel       |                    |
| ------------------------------------------- | ----------------- | ----------------- | ----------------- | ----------------- | ------------------ | ------------------ |
| Olympische Winterspiele 2018 \| Pyeongchang | –                 | –                 | 77.               | –                 | 16.                | –                  |